# جی.تی. والش
جی. تی. والش (انگلیسی: J. T. Walsh؛ ‏ ۲۸ سپتامبر ۱۹۴۳ – ۲۷ فوریهٔ ۱۹۹۸) بازیگر اهل ایالات متحده آمریکا بود. وی بین سال‌های ۱۹۸۲ تا ۱۹۹۸ میلادی فعالیت می‌کرد.
از فیلم‌ها یا برنامه‌های تلویزیونی که وی در آن نقش داشته‌است، می‌توان به چند مرد خوب، موکل، کلاهبرداران، صبح به خیر، ویتنام، نیکسون، تصمیم اداری، پدر، مذاکره کننده، پلیزنتویل، طلوع خورشید تکیلا، انهدام، زندگی کوتاه، اسلحه پر ۱، پرستار بچه، مارپیچ آهن، مردان حلبی، تصویر بزرگ، خانه بازی‌ها، سقوط خاموش، شکوه صبح و خانه روسی اشاره کرد.